# Убийство Джорджа Гарри Сторрза
Уби́йство Джо́рджа Га́рри Сто́ррза (англ. Murder of George Harry Storrs) произошло 1 ноября 1909 года в Стейлибридже (Чешир, Англия). Несмотря на два судебных процесса, преступление осталось официально нераскрытым.

## Обстоятельства преступления
Богатый джентльмен Джордж Гарри Сторрз получал анонимные письма с угрозами после самоубийства своей бывшей возлюбленной. Несмотря на охрану, предоставленную полицией, он был найден зарезанным в собственном доме. По делу об убийстве проходили по меньшей мере 6 подозреваемых, но мотив убийства установить не удалось. Описание безымянного подозреваемого, составленное со слов кухарки Сторрзов, не соответствовало внешности ни одного из двух мужчин, представших перед судом.
В 2010 году стейлибриджский историк Барри Салливан (англ. Barry Sullivan) связал это убийство с убийством Ханны Этчеллз (англ. Hannah Etchells), произошедшим через несколько месяцев после убийства Сторрза.

## В массовой культуре
- Д/ф «Дело Джорджа Гарри Сторрса» из цикла «Самые таинственные убийства» (2005).